# Militärischer Sanitätsdienst
Der militärische Sanitätsdienst bzw. das Militärsanitätswesen beschreibt militärmedizinisch handelnde Organisationen. Das ausschließlich für sanitätsdienstliche Zwecke aufgestellte Sanitätspersonal der Streitkräfte zählt wie auch die Militärseelsorger zu den militärischen Nichtkombattanten und genießt den Schutz nach den Genfer Konventionen. Ebenfalls unter diesen Schutz fällt das Sanitätspersonal des zivilen Bereichs im Kriegsfall.

## Umfang
Das militärische Sanitätspersonal umfasst Sanitätsoffiziere und nichtakademisches Personal mit sanitätsdienstlicher/medizinischer Ausbildung. Angehörige der Sanitätstruppen führen im Gefecht bzw. Einsatz eine hoheitlich ausgestellte Ausweiskarte mit sich und tragen das Schutzzeichen am linken Oberarm. Das Recht zum Tragen sowie die Identitätskarte dürfen dem Sanitätspersonal auf keinen Fall entzogen werden. Bei Verlust derselben muss dem Personal entsprechender Ersatz ausgehändigt werden. Ebenso darf das Sanitätspersonal weder teilweise noch vollständig auf die zustehenden Rechte verzichten. Sanitätspersonal führt Waffen (meist nur Pistole, selten Sturmgewehr) ausschließlich zum Schutz von Verwundeten und dem Eigenschutz. Daher ist Sanitätspersonal (im Regelfall) auch nicht an Infanteriemaschinenwaffen ausgebildet.
Sanitätspersonal darf nicht in Kriegsgefangenschaft genommen werden, sondern lediglich zu Behandlungszwecken zurückgehalten werden, insofern dies notwendig ist. Zur Unterstützung des Sanitätspersonals können Angehörige anderer Truppengattungen zu Hilfskrankenpflegern und Hilfskrankenträgern ausgebildet und bei Bedarf vorübergehend eingesetzt werden. Umgekehrt darf Sanitätspersonal – das als solches gemeldet ist – jedoch nicht zu Gefechtshandlungen herangezogen werden. Ein Befehl dazu stellt eine Straftat nach dem Kriegsvölkerrecht dar.
In der Regel verfügen die Streitkräfte auch in Friedenszeiten über eigenes Sanitätspersonal, das in militärischen und teilweise auch in zivilen Sanitätseinrichtungen ausgebildet und eingesetzt wird. Weitere Möglichkeiten sind die Rekrutierung von Reservisten oder von Sanitätspersonal aus dem zivilen Bereich. So fungierten beispielsweise während des Zweiten Weltkriegs im Sanitätswesen der Wehrmacht überwiegend Ordinarien der Chirurgie und Chefärzte großer chirurgischer Kliniken als beratende Chirurgen. Diese wurden zunächst mit niedrigen Dienstgraden eingestellt und hatten keine Befehlsgewalt.

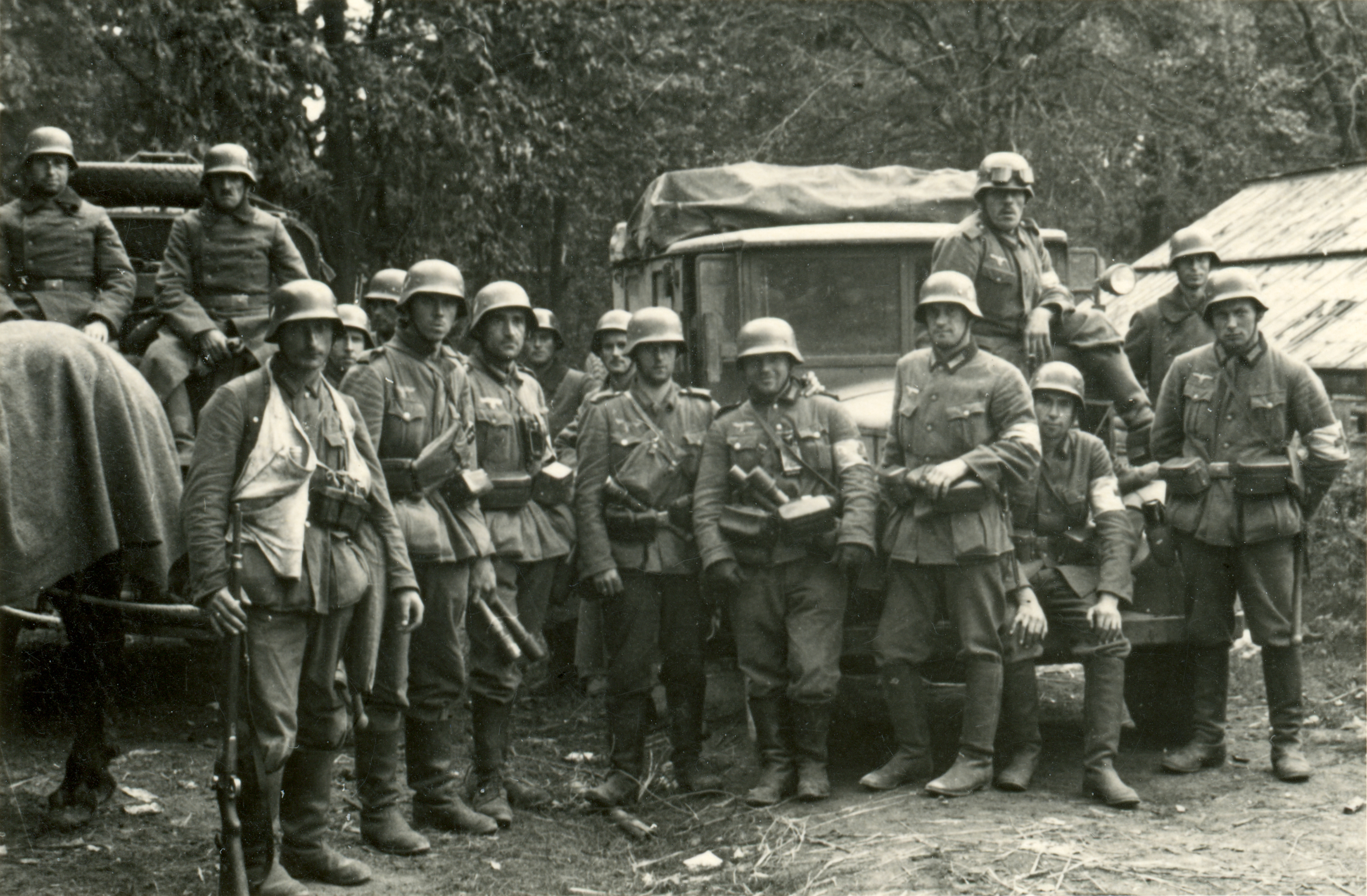
Sanitätstruppen der Wehrmacht während des Deutsch-Sowjetischen Kriegs. Da sich beide Konfliktparteien nicht an die Genfer Konventionen hielten, tragen die Soldaten Gewehre, Handgranaten und Bajonette. Teilweise wurde auf das Tragen der Rotkreuzarmbinde verzichtet, um Scharfschützen nicht aufmerksam zu machen.
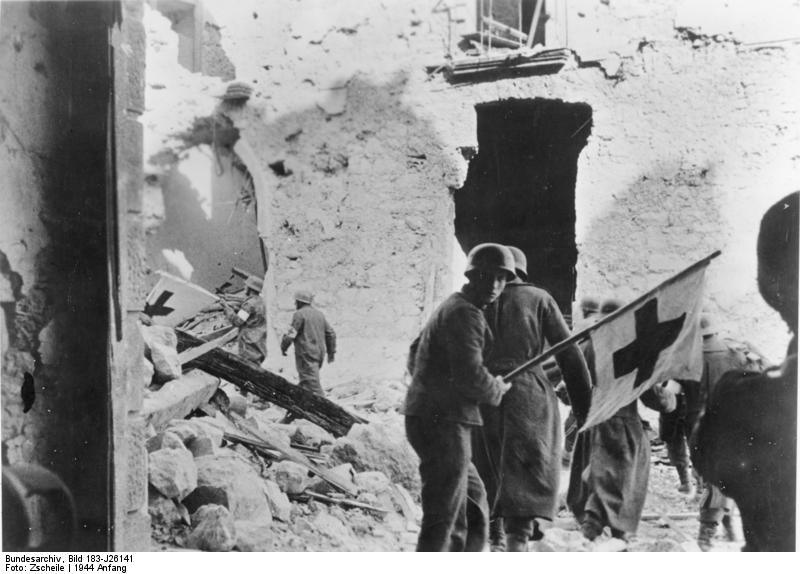
Deutsche Sanitäter bei der Bergung von Verwundeten unter dem Schutzzeichen des Roten Kreuzes bei der Schlacht um Monte Cassino (Januar 1944).
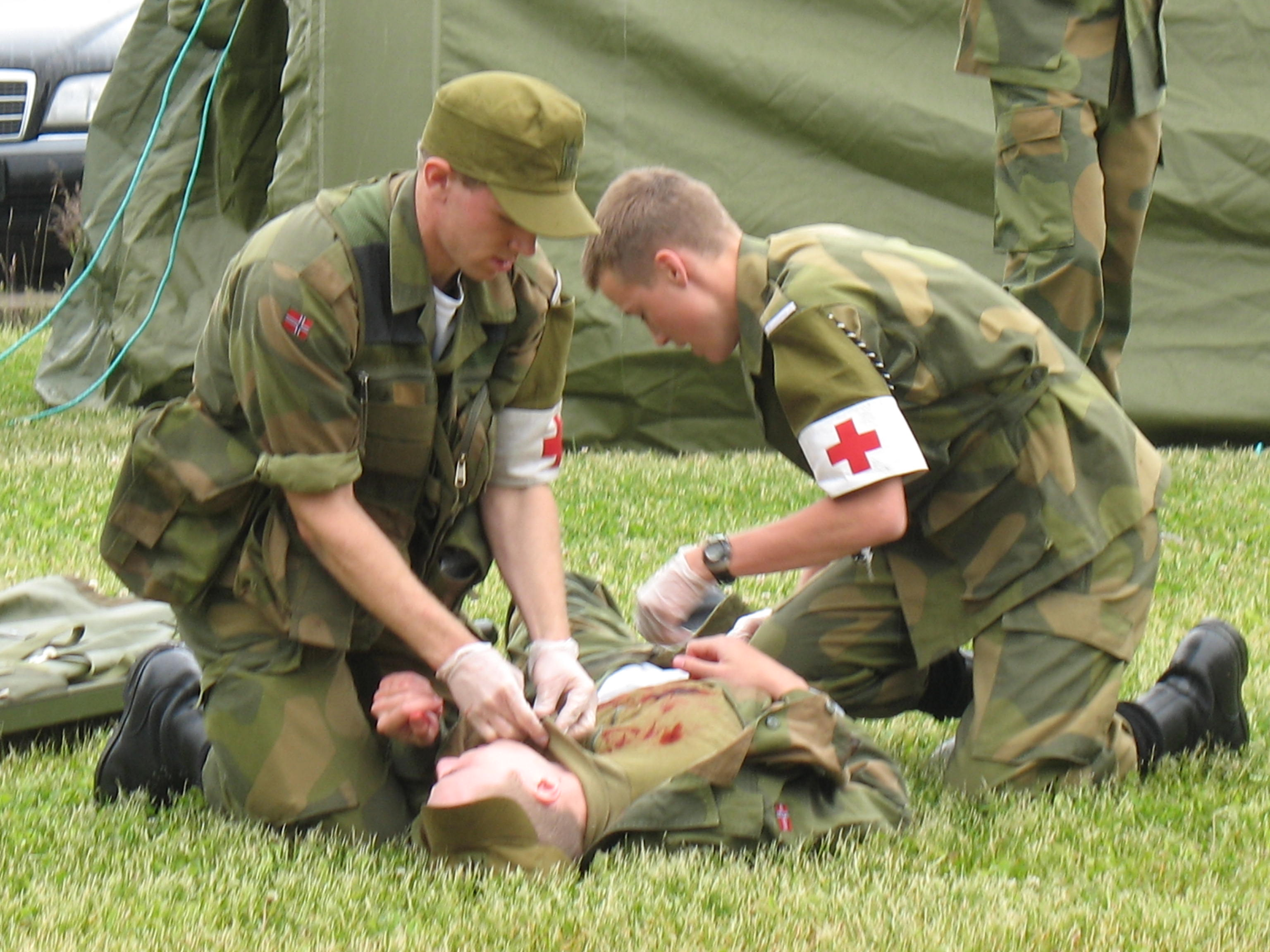
Norwegisches Sanitätspersonal bei einer Übung
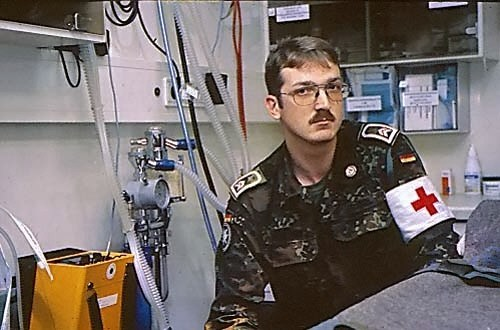
Bundeswehrsanitäter während IFOR
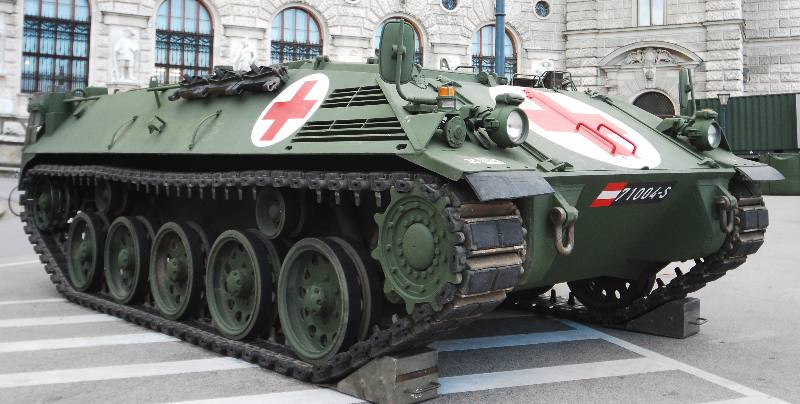
Schützenpanzer Sanität Bundesheer

## Situation in Deutschland
In Deutschland werden die Aufgaben des Sanitätsdienstes vom Zentralen Sanitätsdienst der Bundeswehr und dem Fachdienst Sanitätsdienst wahrgenommen. Zu Letzterem gehören der Bordsanitätsdienst der Marine, der fliegerärztliche Dienst, der Sanitätsdienst Heer und die sanitätsdienstlichen Institute von Luftwaffe und Marine. Für alle Soldaten ist die Ausbildung zum Einsatzersthelfer A obligatorisch. Sie sind nach der Genfer Konvention als Hilfskrankenträger in Ausübung dieser Tätigkeit geschützt, wenn sie entsprechend gekennzeichnet sind.

## Historisches

### Antike
Die Anfänge des modernen militärischen Sanitätsdienstes fallen mit der Herausbildung stehender Heere in der zweiten Hälfte des 17. Jahrhunderts zusammen. Doch bereits in der Antike begleiteten Heilkundige und ihre Gehilfen die Heere auf ihren Kriegszügen, so etwa laut Homer die Griechen während des Trojanischen Krieges. Dies geschah häufig aus Eigeninitiative in der Aussicht auf den wahrscheinlichen Gelderwerb. Unter den römischen Kaisern Augustus und Vespasian wurde der Sanitätsdienst militärisch organisiert. Jeder Römischen Legion waren meist sechs Soldatenärzte (milites medici, sg. miles medicus) samt deren Gehilfen zugeordnet. Daneben wurden immer wieder Vertragsärzte für kürzere Dienstzeiten verpflichtet. An der Spitze der Legionsärzte stand der medicus ordinarus mit zehnfachem Sold und dem Rang eines Centurio (aber ohne dessen Befehlsgewalt), das Lazarett führte der optio valetundinarii (in Rom und bei der Flotte der optio convalescentium) mit doppeltem Sold.

### Mittelalter
Mit der Entstehung der Universitäten im Mittelalter kam es zur Unterscheidung zwischen dem akademisch gebildeten Medicus und dem Chirurgus, auch Wundarzt oder Feldscher genannt. Letzterer hatte sein Handwerk bei einem Barbier oder Bader erlernt. Aufgabenbereich des Feldschers war die Versorgung offener Wunden, bis ins 18. Jahrhundert hinein dazu die Rasur der Offiziere. In das Ressort des internistisch gebildeten Medicus fiel die Innere Medizin, die Behandlung von Krankheiten und Epidemien sowie die Verschreibung von Medikamenten. Die mittelalterlichen Heeresaufgebote verfügten über keine militärisch organisierte Heilfürsorge, die Krankenpflege übernahmen mitreisende Ärzte, Bader oder heilkundige Frauen aus dem Tross. Verwundete verblieben meist bei der Zivilbevölkerung vor Ort oder im Feldlager bei den dem Heer folgenden Frauen.

### Neuzeit
In den Landsknechthaufen dienten je Fähnlein ein Feldscher und ein Feldscherknecht. Ähnlich verhielt es sich bei der Reiterei und der Artillerie. Höherer Offiziere bezahlten eigene Doctores als studierte Leibärzte.
In den stehenden Heeren der Neuzeit waren Regimentsfeldscherer und Kompaniefeldscherer sowie deren Gehilfen für die Gesundheit der Truppen verantwortlich, seltener ein akademisch gebildeter Regimentsmedicus.
Mit der Herausbildung moderner Armeen im 19. Jahrhundert erfuhr auch die militärische Heilfürsorge eine Aufwertung. Nun wurden neben den Ärzten auch die Feldscherer akademisch geschult und wandelten sich zum Chirurgus. Das obere Heilpersonal vom Regimentsfeldscher/Regimentmedicus und Lazarettarzt aufwärts erhielt seit Mitte des 18. Jahrhunderts Offiziersrang, zunächst noch mit Beamtenstatus. Als herausragendster Reorganisator des preußischen Militärsanitätsdienstes seiner Zeit gilt Johann Goercke (1750–1822). Seit dem 19. Jahrhundert kam es mit der Anstellung von Armee-, Korps- und Divisionsärzten (in Preußen sogenannte Stabsärzte, in Österreich Stabsfeldärzte) zu einer Herausformung einer militärischen Sanitätsdienstlaufbahn. Etwa zur gleichen Zeit wurde die bisherige Zweiteilung der medizinischen Ausbildung aufgehoben, chirurgische und internistische Ausbildung verschmolzen. Der moderne Militärarzt (zuerst oft „nur“ Militärbeamter, später dann Sanitätsoffizier) ersetzte nun Feldscher und Medicus.

## Besonderer rechtlicher Status von Sanitätseinrichtungen und Sanitätspersonal

Schutzzeichen

Laut den Genfer Konventionen dürfen gekennzeichnete Verwundetennester ebenso wie Krankentransportfahrzeuge und deren Personal sowie weitere sanitätsdienstliche Einrichtungen wie Truppenverbandsplätze, Hauptverbandsplätze und Feldlazarette nicht beschossen werden. Die Realität sah und sieht allgemein oft anders aus. Umgekehrt dürfen Sanitätseinrichtungen, wegen des ihnen nach der Genfer Konvention zukommenden besonderen Status, nicht als „Schutzschild“ für andere militärische Einheiten missbraucht werden. Krankentransportfahrzeuge dürfen nicht für Truppenverlegungen und den Transport von Waffen und Munition genutzt werden. Sanitätspersonal darf nicht zu aktiven Kampfhandlungen herangezogen werden. Sie dürfen auch keine Wach- und Sicherungsaufgaben im Einsatz durchführen. Es ist weiterhin nicht statthaft, Lazarette im selben Gebäude mit aktiven Teilen der Streitkräfte unterzubringen, die ein legitimes Ziel feindlicher Angriffe wären. Die Nichteinhaltung von Schutzmaßnahmen nach dem Kriegsvölkerrecht durch eine Seite entbindet die andere Kriegspartei nicht von der Einhaltung des für sie bindenden Kriegsvölkerrechts, da es eine einseitige Verpflichtungserklärung ist.